# Representació volumètrica
Un dispositiu volumètric de desplegament és un dispositiu gràfic de desplegament que forma una representació visual d'un objecte en tres dimensions físiques, a diferència de la imatge del graf pla de pantalles tradicionals que simulen profunditat a través d'un nombre d'efectes visuals diferents. L'objeciu que persegueix és la creació de moviments 3D visibles per l'ull humà sense la necessitat de cap ajuda. Una definició oferta per pioners del camp és que els desplegaments volumètrics creen moviment 3D per l'emissió, dispersant-se, o transmetent la il·luminació de regions perfectament definides dins l'espai (x,y,z).
Els desplegaments volumètrics produeixen moviment tridimensional que agafa volum: cada element de volum o voxel en una escena del 3D emet llum visible de la regió en la qual apareix.
Donada la seva habilitat per projectar moviment autoestereoscòpic plens de volum, aquests desplegaments estan sent adoptats en camps tan diversos com la medicina, el disseny assistit per computadora mecànica, visualització militar…

## Història
Va ser al 1912 quan el seu desenvolupament va començar per ser utilitzats dins la ciència-ficció, però actualment els dispositius volumètrics es troben encara en desenvolupament i en expansió, doncs encara la població general els desconeix.
Els desplegaments volumètrics es consideren assequibles només per a les corporacions i les forces armades, els quals els donen un ús majoritari per l'acadèmia i dins els laboratoris d'investigació. Dins aquests òrgans els trobem, encara, en petites quantitats i amb una col·lecció variada. A causa de la possibilitat de permutació de les seves característiques, és complicat definir la varietat d'aquests dispositius. Per exemple, la il·luminació dins un desplegament volumètric pot arribar a l'ull de forma directa o a través d'una superfície intermèdia, la qual no necessita ser tangible a l'ull i pot presentar múltiples moviments, com el de rotació.
La companyia Microsoft recentment ha arxivat una patent que utilitza una combinació d'emissió i tecnologia d'il·luminació per simular volums tridimensionals amb un rang quasi infinit d'angles. Malgrat que la seva tasa de marc requereix que la primera encarnació volumètrica sigui monocromàtica, difereix d'altrs projectors volumètrics perquè és segur per l'usuari interactuar directament amb o dins el volum projectat.

## Propietats
- L'encarnació volumètrica presenta les característiques de la representació tridimensional i de les formes volumètriques.
- Utilització de la construcció com representació tridimensional. Selecció i combinació de diferentsformes volumètriques per al lograment de la imatge final.
- Relacions de continuïtat entre els diferents plans de la imatge: frontal, lateral, posterior, superior i derivats.
- Relacions de mida de les formes entre si.
- Relació forma-espai: formes obertes, tancades, sòlides, buides...
- Distribució del pes per l'aconseguiment d'equilibri a la imatge.
- Selecció, transformació i organització dels materials segons el projecte de treball.

## Tipus
Els diferents desplegaments volumètrics 3D s'encarnen partint d'una simple família de desplegaments 3D general. Alguns tipus de desplegaments 3D són: l'estereograma o estereoscopis, els desplegaments seqüencials, els desplegaments hologràfics elecrònics o la paral·laxi.

### Lasuperficie escombrada
Els desplegaments volumètrics Swept Surface 3D o de ''superfície escombrada'' confien en la persistència humana de la vista per fusionar una sèrie de regions a l'espai en un temps concret.
Els LEDs que es mouen ràpid creen un objecte de 360 graus, per exemple, l'escena 3D és descomposta per l'ordinador en una sèrie de làmines, les quals poden ser rectangulars, moldeades en disc o helicoïdals amb seccions creuades, i després projectades en una superfície de desplegament experimentant moviment. La imatge en la superfície (2D), creada a través de la projecció sobre d'una superfície reflectora, transmissible o una combinació entre ambdós, canvia segons va girant aquesta superfície.
Degut a la persistència de la vista de l'ésser humà, el que percebem és un volum de llum.

### Elvolum estàtic
Els desplegaments volumètrics 3D creen moviment sense qualsevol trasllat macroscòpic per part del volum de la imatge.

### Un exemple
Un làser polsat crea punts de plasma encès a l'aire. Utilitza un làser infraroig polsat enfocat (aproximadament 100 pulsacions per segon, d'un nanosegon de duració cadascun). Es creen així pilotes de plasma enceses al punt focal de l'aire. El punt focal és direccionat per dos miralls en moviment i una lent corredissa. Cada pulsació crea un so de traqueig, cosa que fa dona la sensació que el dispositiu cruix quan corre. Actualment pot crear punts on vulgui dins un metre cúbic. El dispositiu podria ser augmentat a escala a qualsevol mida.

## Inconvenients
Dins el procés de desenvolupament de les tecnologies volumètriques de desplegament es sofreixen certes peculiaritats que els faran impossible produir imatges completament realistes.

## Ús a la medicina
Degut als avanços, tant de hardware com de software, que s'han produït durant els últims anys, s'ha arribar a canviar la visió que es tenia de la prova TAC: ja no es tracta de la presentació d'imatges axials bidimensionals, sino que es concebuda com la presentació d'objectes òrgans o altres parts del cos a estudiar) en 3 dimensions, cosa que ofereix noves possibilitats diagnòstiques, permetent l'observació d'estructures des d'una infinitat d'angles. Cal dir que també es poden continuar presentant estudis basats en diferents plans dins d'un espai 2D.

## Ús artístic
S'ha anat explorant una forma d'art anomenada Hologlicphs, present al camp de l'art des del 1994. Aquesta artform combina elements d'holografia, música, síntesi de vídeo, cinema visionari, escultura i improvisació.
S'ha demostrat que les pel·lícules volumètriques presenten un gran nombre de visites per part del públic en festivals de cinema, galeries d'art i esdeveniments musicals. Aquest tipus de pel·lícules consten de diverses pantalles volumètriques i matrius multi-altaveus que envolten al públic. Les imatges de les pel·lícules es mostren juntament amb la música, ja sigui en directe o gravada.
El propòsit original era solament combinar l'holografia amb la música i, finalment, les pantalles volumètriques es conceben com un altre mitjà artístic. Molts efectes especials de pel·lícules i vídeos tradicionals s'han adaptat a aquest tipus de pel·lícules, a més de molts efectes especials únics que s'han desenvolupat exclusivament per visualitzacions volumètriques. Aquests inclouen efectes d'esborrat volumètric, flexió de trama, morfisme, caleidoscopi i efectes de reflexió, rotacions experimentals, efectes de deformació espacial i seqüències d'imatges.
Les pel·lícules hologlifes també es poden realitzar en temps real, com un sintetitzador de vídeo, controlat per teclats musicals, sensors de moviment, panells de control i instruments acústics. El sistema de generació d'imatges és principalment digital, però alguns dels generadors i processadors d'imatges originals eren analògics i es mantenen en ús.